# Lista över fornlämningar i Uppsala kommun (Jumkil)
Lista över fornlämningar i Uppsala kommun (Jumkil) är en förteckning av ett urval av de fornlämningar som finns i Jumkil i Uppsala kommun.
| Namn                        | Lämningstyp             | Tillkomsttid | Historisk indelning | Plats | Läge                 | ID-nr          | Bild                                      |
| --------------------------- | ----------------------- | ------------ | ------------------- | ----- | -------------------- | -------------- | ----------------------------------------- |
| Jumkil 1:1                  | Stensättning            |              | Jumkil, Uppland     |       | 59.941761, 17.453617 | 10024500010001 | Ladda upp en bild av detta fornminne      |
| Jumkil 2:1                  | Stensättning            |              | Jumkil, Uppland     |       | 59.941175, 17.450447 | 10024500020001 | Ladda upp en bild av detta fornminne      |
| Jumkil 2:2                  | Stensättning            |              | Jumkil, Uppland     |       | 59.941431, 17.450978 | 10024500020002 | Ladda upp en bild av detta fornminne      |
| Jumkil 2:3                  | Stensättning            |              | Jumkil, Uppland     |       | 59.941660, 17.450881 | 10024500020003 | Ladda upp en bild av detta fornminne      |
| Jumkil 3:1                  | Stensättning            |              | Jumkil, Uppland     |       | 59.942402, 17.451556 | 10024500030001 | Ladda upp en bild av detta fornminne      |
| Jumkil 3:2                  | Stensättning            |              | Jumkil, Uppland     |       | 59.942664, 17.451586 | 10024500030002 | Ladda upp en bild av detta fornminne      |
| U 920 (Jumkil 7:1)          | Runristning             |              | Jumkil, Uppland     |       | 59.949111, 17.408256 | 10024500070001 | Ladda upp en till bild av detta fornminne |
| Jumkil 11:1                 | Stensättning            |              | Jumkil, Uppland     |       | 59.944318, 17.441393 | 10024500110001 | Ladda upp en bild av detta fornminne      |
| Jumkil 17:1                 | Gravfält                |              | Jumkil, Uppland     |       | 59.935809, 17.455348 | 10024500170001 | Ladda upp en bild av detta fornminne      |
| Jumkil 19:1                 | Stensättning            |              | Jumkil, Uppland     |       | 59.936488, 17.455304 | 10024500190001 | Ladda upp en bild av detta fornminne      |
| Jumkil 20:1                 | Stensättning            |              | Jumkil, Uppland     |       | 59.937677, 17.450904 | 10024500200001 | Ladda upp en bild av detta fornminne      |
| Jumkil 21:1                 | Stensättning            |              | Jumkil, Uppland     |       | 59.937546, 17.449856 | 10024500210001 | Ladda upp en bild av detta fornminne      |
| Jumkil 22:1                 | Stensättning            |              | Jumkil, Uppland     |       | 59.938346, 17.449331 | 10024500220001 | Ladda upp en bild av detta fornminne      |
| Jumkil 23:1                 | Stensättning            |              | Jumkil, Uppland     |       | 59.940831, 17.442374 | 10024500230001 | Ladda upp en bild av detta fornminne      |
| Jumkil 25:1                 | Gravfält                |              | Jumkil, Uppland     |       | 59.942638, 17.439426 | 10024500250001 | Ladda upp en bild av detta fornminne      |
| Jumkil 26:1                 | Bildristning            |              | Jumkil, Uppland     |       | 59.942497, 17.423164 | 10024500260001 | Ladda upp en till bild av detta fornminne |
| U 917 (Jumkil 27:1)         | Runristning             |              | Jumkil, Uppland     |       | 59.942073, 17.423549 | 10024500270001 | Ladda upp en till bild av detta fornminne |
| Jumkil 28:1                 | Grav- och boplatsområde |              | Jumkil, Uppland     |       | 59.939565, 17.427320 | 10024500280001 | Ladda upp en bild av detta fornminne      |
| Jumkil 29:1                 | Stensättning            |              | Jumkil, Uppland     |       | 59.937372, 17.429587 | 10024500290001 | Ladda upp en bild av detta fornminne      |
| U 921 (Jumkil 31:1)         | Runristning             |              | Jumkil, Uppland     |       | 59.926895, 17.453133 | 10024500310001 | Ladda upp en till bild av detta fornminne |
| Jumkil 32:1                 | Grav- och boplatsområde |              | Jumkil, Uppland     |       | 59.926673, 17.449661 | 10024500320001 | Ladda upp en bild av detta fornminne      |
| Jumkil 36:1                 | Stensättning            |              | Jumkil, Uppland     |       | 59.936040, 17.437894 | 10024500360001 | Ladda upp en bild av detta fornminne      |
| Jumkil 37:1                 | Stensättning            |              | Jumkil, Uppland     |       | 59.934945, 17.437743 | 10024500370001 | Ladda upp en bild av detta fornminne      |
| Jumkil 40:1                 | Gravfält                |              | Jumkil, Uppland     |       | 59.942819, 17.412759 | 10024500400001 | Ladda upp en bild av detta fornminne      |
| Jumkil 42:1                 | Stensättning            |              | Jumkil, Uppland     |       | 59.940969, 17.413336 | 10024500420001 | Ladda upp en bild av detta fornminne      |
| Jumkil 43:1                 | Stensättning            |              | Jumkil, Uppland     |       | 59.938570, 17.413070 | 10024500430001 | Ladda upp en bild av detta fornminne      |
| Jumkil 49:1                 | Stensättning            |              | Jumkil, Uppland     |       | 59.950048, 17.388427 | 10024500490001 | Ladda upp en bild av detta fornminne      |
| Jumkil 49:2                 | Stensättning            |              | Jumkil, Uppland     |       | 59.949921, 17.388485 | 10024500490002 | Ladda upp en bild av detta fornminne      |
| Jumkil 49:3                 | Stensättning            |              | Jumkil, Uppland     |       | 59.950034, 17.388802 | 10024500490003 | Ladda upp en bild av detta fornminne      |
| U 918 (Jumkil 53:1)         | Runristning             |              | Jumkil, Uppland     |       | 59.953480, 17.403111 | 10024500530001 | Ladda upp en till bild av detta fornminne |
| U 919 (Jumkil 54:1)         | Runristning             |              | Jumkil, Uppland     |       | 59.955443, 17.401047 | 10024500540001 | Ladda upp en till bild av detta fornminne |
| Jumkil 55:1                 | Grav- och boplatsområde |              | Jumkil, Uppland     |       | 59.955073, 17.399649 | 10024500550001 | Ladda upp en bild av detta fornminne      |
| Jumkil 57:1                 | Grav- och boplatsområde |              | Jumkil, Uppland     |       | 59.958512, 17.395777 | 10024500570001 | Ladda upp en bild av detta fornminne      |
| Björnarbolund (Jumkil 62:2) | Minnesmärke             |              | Jumkil, Uppland     |       | 59.974332, 17.347645 | 10024500620002 | Ladda upp en bild av detta fornminne      |
| Björnarbolund (Jumkil 62:3) | Minnesmärke             |              | Jumkil, Uppland     |       | 59.974332, 17.347645 | 10024500620003 | Ladda upp en bild av detta fornminne      |
| Björnarbolund (Jumkil 62:4) | Minnesmärke             |              | Jumkil, Uppland     |       | 59.973828, 17.345791 | 10024500620004 | Ladda upp en bild av detta fornminne      |
| Jumkil 67:1                 | Gravfält                |              | Jumkil, Uppland     |       | 59.962560, 17.381437 | 10024500670001 | Ladda upp en bild av detta fornminne      |
| Skansberget (Jumkil 72:1)   | Fornborg                |              | Jumkil, Uppland     |       | 59.949530, 17.336251 | 10024500720001 | Ladda upp en bild av detta fornminne      |
| Jumkil 73:1                 | Gravfält                |              | Jumkil, Uppland     |       | 59.946323, 17.443701 | 10024500730001 | Ladda upp en bild av detta fornminne      |
| Jumkil 75:1                 | Stensättning            |              | Jumkil, Uppland     |       | 59.956402, 17.398524 | 10024500750001 | Ladda upp en bild av detta fornminne      |
| Jumkil 76:1                 | Stensättning            |              | Jumkil, Uppland     |       | 59.925630, 17.446423 | 10024500760001 | Ladda upp en bild av detta fornminne      |
| Jumkil 76:2                 | Stensättning            |              | Jumkil, Uppland     |       | 59.925742, 17.446414 | 10024500760002 | Ladda upp en bild av detta fornminne      |
| Jumkil 77:1                 | Stensättning            |              | Jumkil, Uppland     |       | 59.927247, 17.447561 | 10024500770001 | Ladda upp en bild av detta fornminne      |
| Jumkil 78:1                 | Stensättning            |              | Jumkil, Uppland     |       | 59.927309, 17.445610 | 10024500780001 | Ladda upp en bild av detta fornminne      |
| Jumkil 78:2                 | Stensättning            |              | Jumkil, Uppland     |       | 59.927209, 17.445727 | 10024500780002 | Ladda upp en bild av detta fornminne      |
| Jumkil 81:1                 | Stensättning            |              | Jumkil, Uppland     |       | 59.925617, 17.442480 | 10024500810001 | Ladda upp en bild av detta fornminne      |
| Jumkil 83:1                 | Stensättning            |              | Jumkil, Uppland     |       | 59.925003, 17.440910 | 10024500830001 | Ladda upp en bild av detta fornminne      |
| Jumkil 85:1                 | Grav- och boplatsområde |              | Jumkil, Uppland     |       | 59.928615, 17.443916 | 10024500850001 | Ladda upp en bild av detta fornminne      |
| Jumkil 87:1                 | Hällristning            |              | Jumkil, Uppland     |       | 59.937749, 17.462843 | 10024500870001 | Ladda upp en bild av detta fornminne      |
| Jumkil 87:2                 | Hällristning            |              | Jumkil, Uppland     |       | 59.937586, 17.463293 | 10024500870002 | Ladda upp en bild av detta fornminne      |
| Jumkil 88:1                 | Grav- och boplatsområde |              | Jumkil, Uppland     |       | 59.960829, 17.375881 | 10024500880001 | Ladda upp en bild av detta fornminne      |
| Jumkil 90:1                 | Grav- och boplatsområde |              | Jumkil, Uppland     |       | 59.951984, 17.406948 | 10024500900001 | Ladda upp en bild av detta fornminne      |
| Jumkil 114:2                | Hällristning            |              | Jumkil, Uppland     |       | 59.938795, 17.464771 | 10024501140002 | Ladda upp en bild av detta fornminne      |
| Jumkil 118:2                | Stensättning            |              | Jumkil, Uppland     |       | 59.944043, 17.446327 | 10024501180002 | Ladda upp en bild av detta fornminne      |
| Jumkil 120:1                | Gravfält                |              | Jumkil, Uppland     |       | 59.959902, 17.394902 | 10024501200001 | Ladda upp en bild av detta fornminne      |
| Jumkil 121:1                | Grav- och boplatsområde |              | Jumkil, Uppland     |       | 59.961246, 17.373860 | 10024501210001 | Ladda upp en bild av detta fornminne      |
| Jumkil 144:1                | Hällristning            |              | Jumkil, Uppland     |       | 59.938234, 17.461277 | 10024501440001 | Ladda upp en bild av detta fornminne      |
| Jumkil 144:2                | Hällristning            |              | Jumkil, Uppland     |       | 59.938235, 17.461413 | 10024501440002 | Ladda upp en bild av detta fornminne      |
| Jumkil 161:1                | Stensättning            |              | Jumkil, Uppland     |       | 59.926445, 17.440139 | 10024501610001 | Ladda upp en bild av detta fornminne      |
| Jumkil 162:1                | Stensättning            |              | Jumkil, Uppland     |       | 59.925992, 17.440510 | 10024501620001 | Ladda upp en bild av detta fornminne      |